# Domus
『domus』（ドムス）は、イタリアの建築雑誌。
1928年に建築家であるジオ・ポンティ（Gio Ponti, 1891年 - 1979年）により創刊された。創刊号は1928年1月15日に発行されている。1929年には、ジャンニ・マゾッキ（Gianni Mazzocchi, 1906年-1984年）が設立した出版社ドムス (Editoriale Domus) から刊行されることとなった。ドムスは、21世紀まで刊行が続けられている。建築およびデザインの分野で世界的に著名な雑誌であり、同分野に対して大きな影響を与え続けている。
この雑誌の主たる編集者としては、マリオ・ベッリーニ（Mario Bellini）、ルイジ・スピネッリ（Luigi Spinelli）などがいる。
表紙についても、著名なデザイナーや画家が担当している。例えば、ヘルベルト・バイヤー、ハーバート・マター（Herbert Matter, 1907年 - 1984年）、ポール・ランド（Paul Rand, 1914年 - 1996年）、マックス・ビル（Max Bill, 1908年 - 1994年）、パウル・クレー、ルーチョ・フォンタナ、ル・コルビュジエ、チャールズ・イームズ、ミルトン・グレイザー（Milton Glaser, 1929年 - ）などである（下記Taschenのページを参照）。
- 日本国内図書館での所蔵

『domus』は、国立国会図書館に所蔵されている。また、東京都現代美術館の美術図書室にも所蔵されている。1994年5月号（通巻760号）以降、欠号は何冊かあるものの、2011年現在も所蔵が継続されている。

## 関連文献
- domus 1928-1999, vol. I-XII (全12巻), Edited by Charlotte & Peter Fiell, Taschen, 6960 pages (580 pages each), ISBN 3-8228-3027-5
  - この総集篇により、はじめて英訳された記事も多い。
  - DOMUS 1928-1999 A Privileged Insight into Architecture and Design - Taschenによる書籍紹介（英語）